# Rue de la Convention (La Courneuve)
Pour les articles homonymes, voir Rue de la Convention (homonymie).
La rue de la Convention à La Courneuve, dans le centre, est une des plus anciennes rues de cette ville.

## Situation et accès

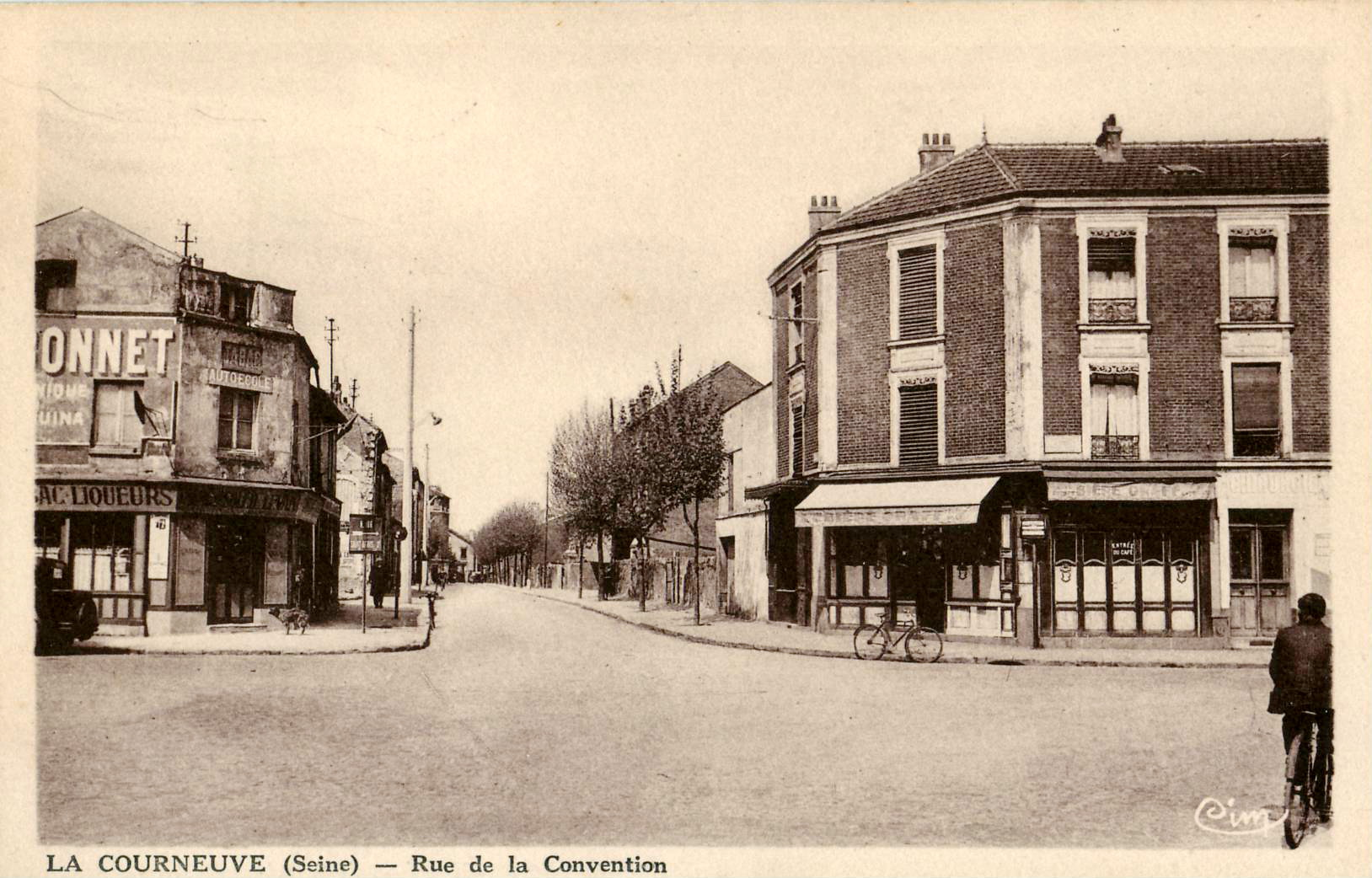
La Courneuve, rue de la Convention

Cette rue suit le parcours de la route nationale 186.
En partant de la place de l'Armistice à l'ouest, elle rencontre notamment l'avenue Michelet, la rue du Général-Schramm et l'avenue de la République.
Après l'Hôtel de Ville et le centre administratif, elle croise le carrefour de la rue Jules-Ferry et de la rue Edgar-Quinet
Plus loin, elle forme le point de départ de la rue Émile-Zola sur la droite, avant d'arriver au pont Palmers, carrefour de la route départementale 114.
Outre la ligne 1 du tramway d'Île-de-France qui suit son tracé et l'émaille de nombreux arrêts, elle sera desservie par la future station de métro La Courneuve - Six Routes.

## Origine du nom
Elle tient son nom de la Convention nationale, régime politique français qui gouverna la France du 21 septembre 1792 au 26 octobre 1795 lors de la Révolution française.

## Historique

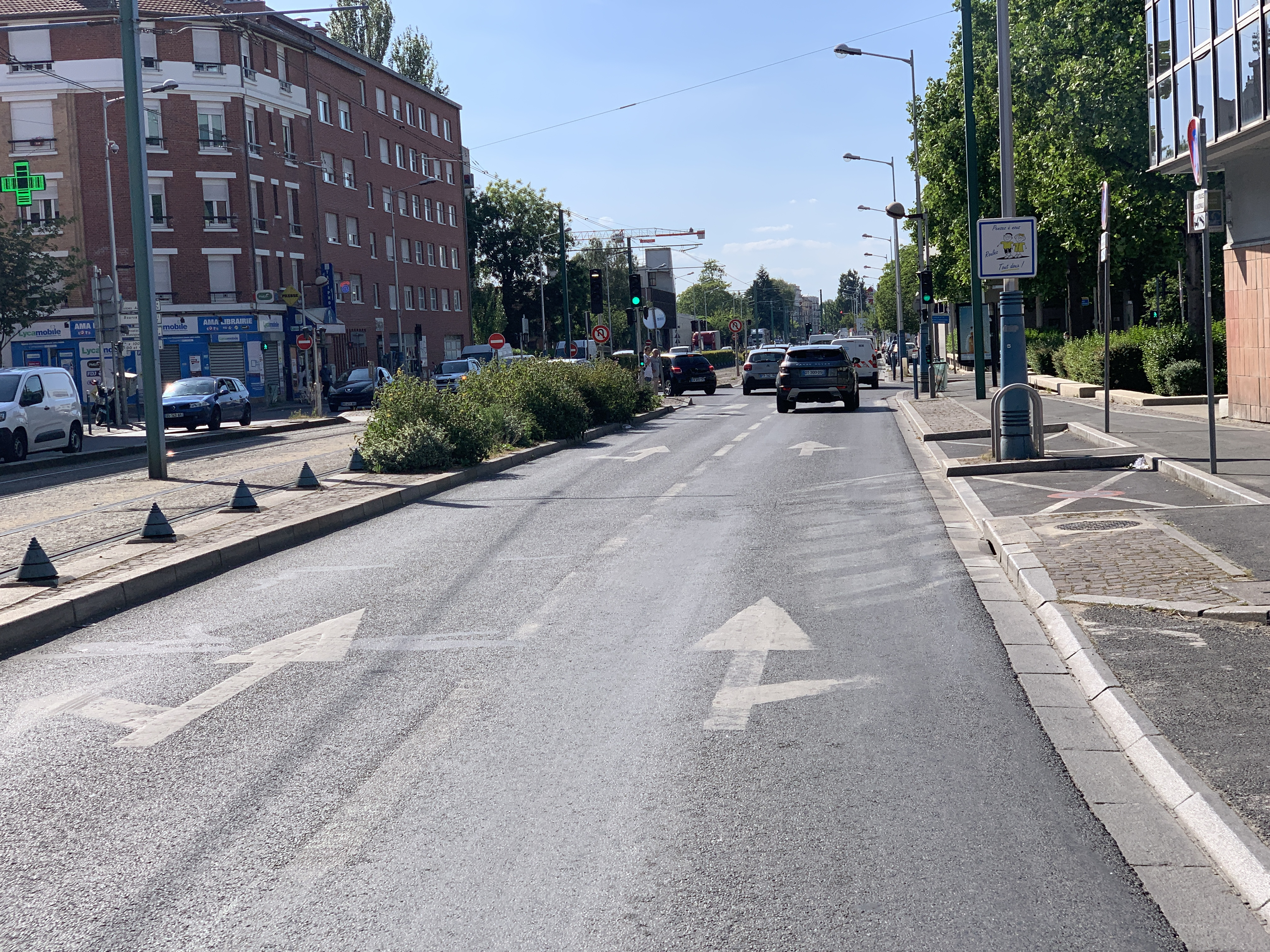
La rue en 2020.

Cette route fait partie du long chemin qui menait de Bondy à l'Abbaye de Saint-Denis.

## Bâtiments remarquables et lieux de mémoire

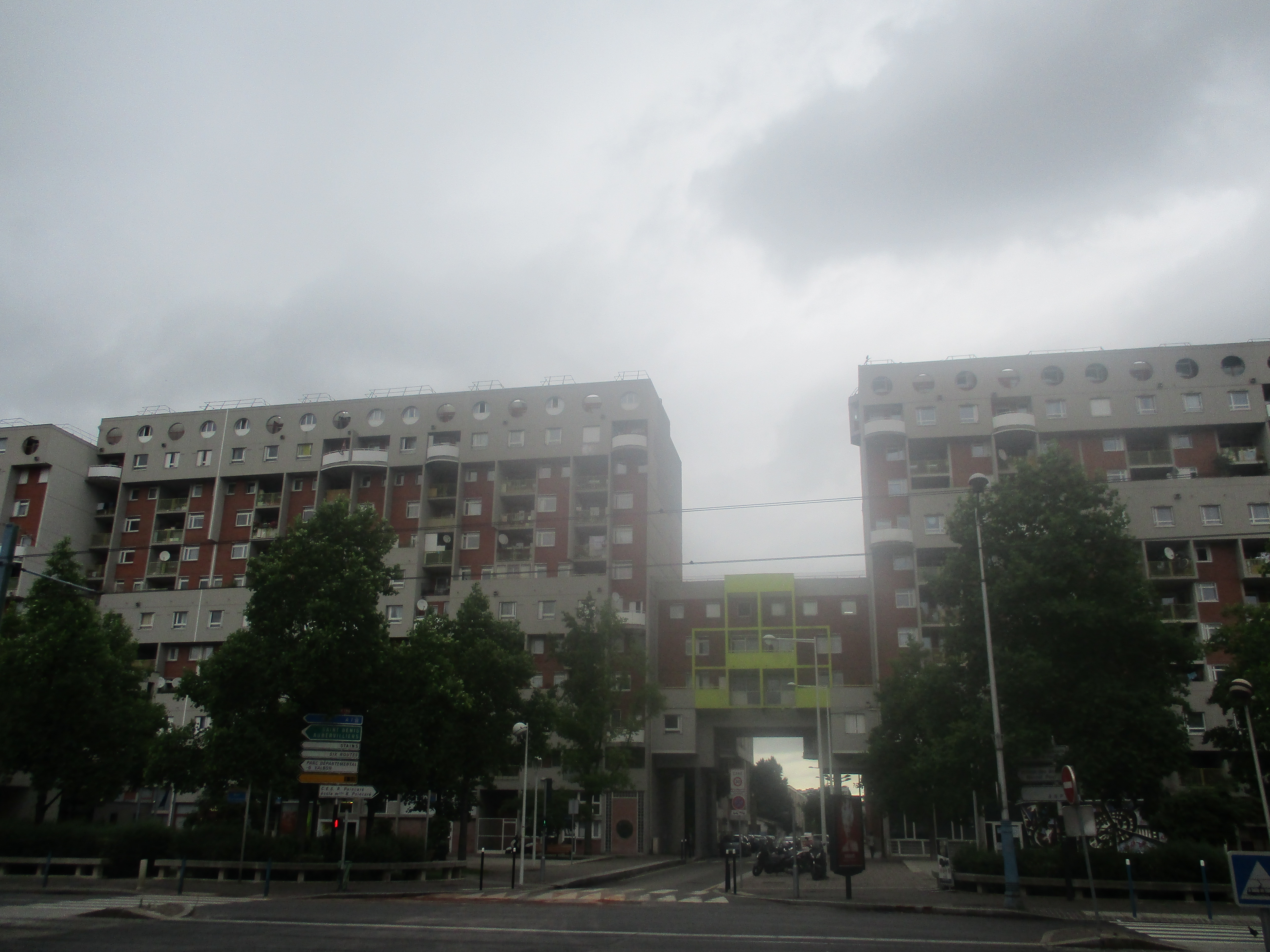
HLM à La Courneuve, rue de la Convention, en 2016.

- Église Saint-Lucien de La Courneuve[1].
- Vieux cimetière de La Courneuve[2].
- Croix de Milly.
- Hôtel de ville de La Courneuve.